# Cmentarz parafialny w Lipnie
Cmentarz parafialny w Lipnie właściwie cmentarz parafii Wniebowzięcia Najświętszej Maryi Panny w Lipnie – cmentarz rzymskokatolicki położony w mieście Lipno, w województwie kujawsko-pomorskim, w powiecie lipnowskim.

## Historia
Cmentarz powstał w pierwszej połowie XIX wieku. Wpisany jest do rejestru zabytków i objęty wpisem do Gminnej Ewidencji Zabytków.
Do cmentarza prowadzi neoklasycystyczna brama. Przy głównej alei znajduje się kaplica z 1837 wzniesiona w miejscu drewnianego kościoła św. Barbary, który został rozebrany w 1819. 
Na cmentarzu znajdują się między innymi groby z końca XIX wieku należące do Klementyny z Orzelskich Kowalskiej (zm. 1877) oraz radcy Towarzystwa Kredytowego Ziemskiego – Tadeusza Gockowskiego, właściciela dóbr Maliszewo (zm. 1892).
Do ciekawszych architektonicznie obiektów na cmentarzu zaliczyć należy grobowiec rodziny Pląskowskich herbu Oksza, który wykonał w 1912 roku, kamieniarz Franciszek Gontarski z Włocławka.
Na cmentarzu znajdują się groby żołnierzy i działaczy niepodległościowych z różnych okresów w tym między innymi Bronisława Michalskiego rozstrzelanego przez Niemców w 1918 roku, Jerzego Starzyńskiego zamordowanego przez bolszewików w dniu 14 sierpnia 1920 roku, mogiła kaprala Stanisława Muchy z I Brygady Legionów Polskich z 1919 roku oraz grób kaprala Aleksandra Chrabąszczewskiego. Na cmentarzu pochowani są także uczestnicy powstania styczniowego: Łukasz Przybylski i Władysław Feliks Michałowski.
Na cmentarzu znajduje się również symboliczny grób zamordowanego w niemieckim obozie koncentracyjnym KL Buchenwald – Zygmunta Uzarowicza, burmistrza Lipna w latach 1924–1939 (sektor 11; rząd 0; grób 3697).
11 czerwca 2018 roku na cmentarzu odsłonięto tablicę upamiętniającą ostatniego komendanta obwodu Armii Krajowej w Lipnie –   Stanisława Drzewieckiego (1917–1973).

## Osoby pochowane na cmentarzu
- Tadeusz Chojnicki (1938–2015) – polski regionalista, publicysta, społecznik, działacz sportowy (sektor 18; rząd 0; grób 1959)[9]
- Franciszek Cieślak (1932–2024) – polski duchowny rzymskokatolicki, ksiądz prałat, proboszcz parafii św. Michała Archanioła w Kaliszu  w latach 1982–1991 oraz parafii w Lipnie w latach 1991–2012, wyróżniony w 1999 tytułem „Zasłużony Dla Miasta Lipna”[10][11] (sektor 8; rząd 0; grób 5400)[12]
- Kazimierz Keller (zm. 1957) – polski adwokat, działacz społeczny, zastępca burmistrza Lipna oraz prezes miejscowego OSP[13], autor opracowania pt. Materiały do monografji miasta Lipna (Nakładem Magistratu Miasta Lipna, 1929, Toruń) (sektor 6; rząd 0; grób 5769)[14]
- Kazimierz Keller (1924–1944) – polski żołnierz konspiracji w trakcie II wojny światwoej, członek POZ, „Znak” i ZWZ, uczestnik powstania warszawskiego, kawaler Krzyża Virtuti Militari[15] (sektor 6; rząd 0; grób 5769)[16]
- Stefan Maciejewski (1913–2004) – polski rolnik, uczestnik polskiej wojny obronnej we wrześniu 1939, kawaler Krzyża Kawalerskiego Orderu Odrodzenia Polski[17].
- Władysław Feliks Michałowski (zm. 1922) – polski żołnierz, uczestnik powstania styczniowego[4] (sektor 2; rząd 0; grób 6983)[18]
- Aleksander Nowiński (1935–2023) – polski paleontolog (sektor 12; rząd 0; grób 3820)[19]
- Karol Pląskowski (1850–1913) – polski ziemianin i browarnik (sektor 10; rząd 0; grób 4533)[20]
- Łukasz Przybylski (1814–1922) – polski powstaniec, żołnierz i stulatek (sektor 13; rząd 0; grób 3481)[21]
- Antoni Sosik (1895–1964) – polski aptekarz, właściciel jednej z pierwszych aptek w Lipnie, żołnierz I Brygady Legionów, kawaler orderów[a] (sektor 15; rząd 0; grób 1521)[22][23]
- Szczęsny Starkiewicz (1881–1958) – polski duchowny rzymskokatolicki, proboszcz parafii w Lipnie i dziekan lipnowski, działacz społeczny, publicysta, poseł do Sejmu Ustawodawczego (1919–1922) (sektor 2; rząd 0; grób 6759)[24]
- Jerzy Starzyński (zm. 1920) – polski działacz niepodległościowy, przywódca Obywatelskiego Komitetu Obrony Państwa na powiaty sierpecki i lipnowski w trakcie wojny polsko-bolszewickiej[2] (sektor 10; rząd 0; grób 4595)[25]
- Kazimierz Trojanowski (1929–2010) – polski działacz konspiracji niepodległościowej w czasie II wojny światowej, łącznik i wywiadowca w ramach POZ, a następnie AK, działacz kombatancki, prezes Koła ŚZŻAK Lipno, wyróżniony tytułem „Zasłużony dla Miasta Lipna”[26] (sektor 12; rząd 0; grób 3724)[27]
- Józef Watkowski (1908–2006[b]) – polski działacz konspiracji niepodległościowej w czasie II wojny światowej, kierownik wywiadu Rejonu POZ Lipno, a następnie kierownik wywiadu Komendy Obwodu AK Lipno, wyróżniony tytułem „Zasłużony dla Miasta Lipna”[28] (sektor 16; rząd 0; grób 2418)[29]
- Wiesław Witecki (1923–2009) – polski nauczyciel, naczelnik miasta Lipna, sportowiec, sędzia sportowy, działacz sportowy i społeczny (sektor 4; rząd 0; grób 6351)[30]
- Aleksandra Wysocka z domu Jurkiewicz (1923–2010) – polska działaczka konspiracji niepodległościowej w czasie II wojny światowej, łączniczka i kolporterka POZ, a następnie AK, działaczka kombatancka, odznaczona m.in. Krzyżem Oficerskim Orderu Odrodzenia Polski[31] (sektor 6; rząd 0; grób 5797)[32]

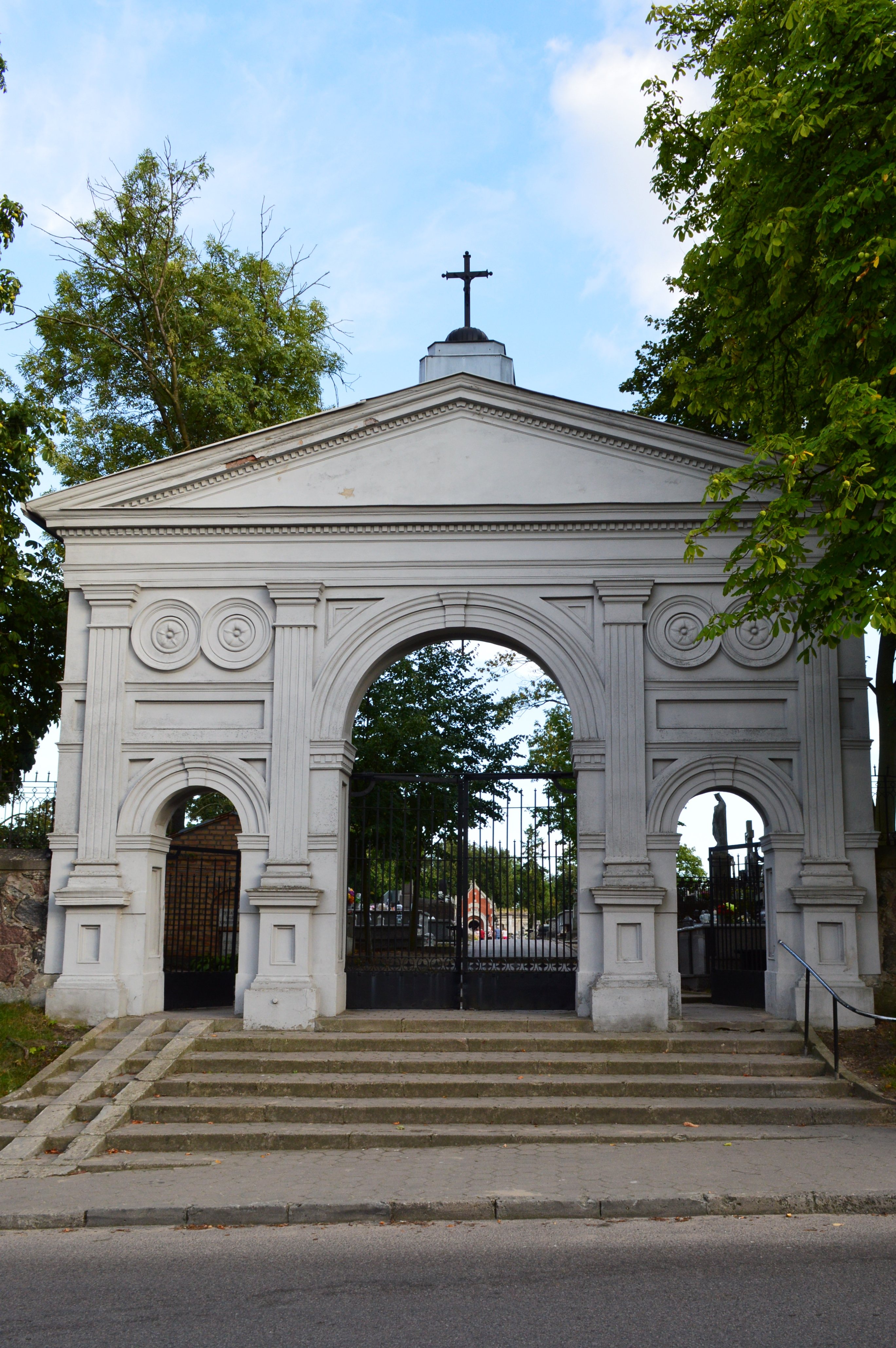
Neoklasyczna brama cmentarza parafialnego w Lipnie
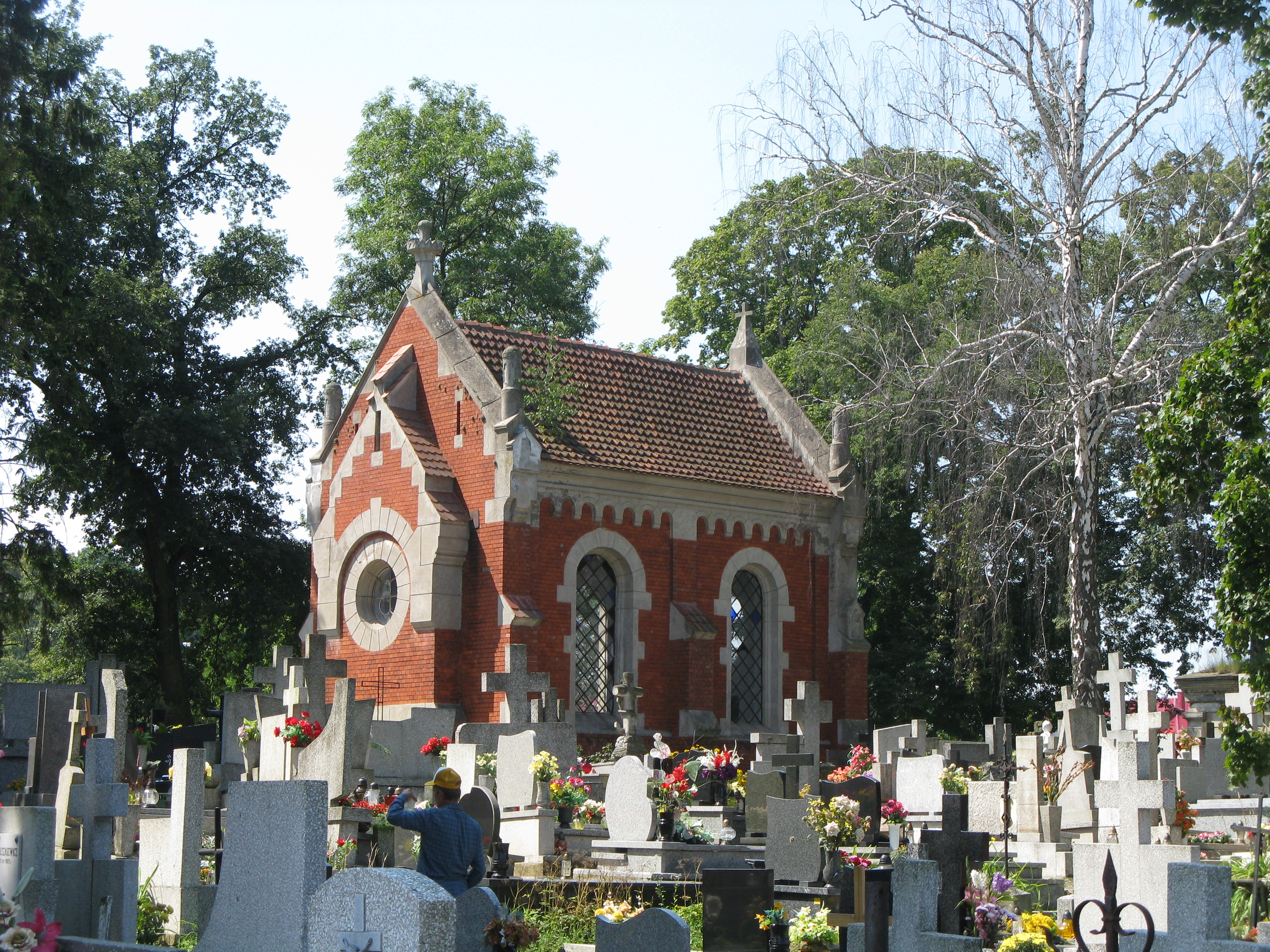
Kaplica cmentarna z 2 poł. XIX wieku na cmentarzu parafialnym Lipnie
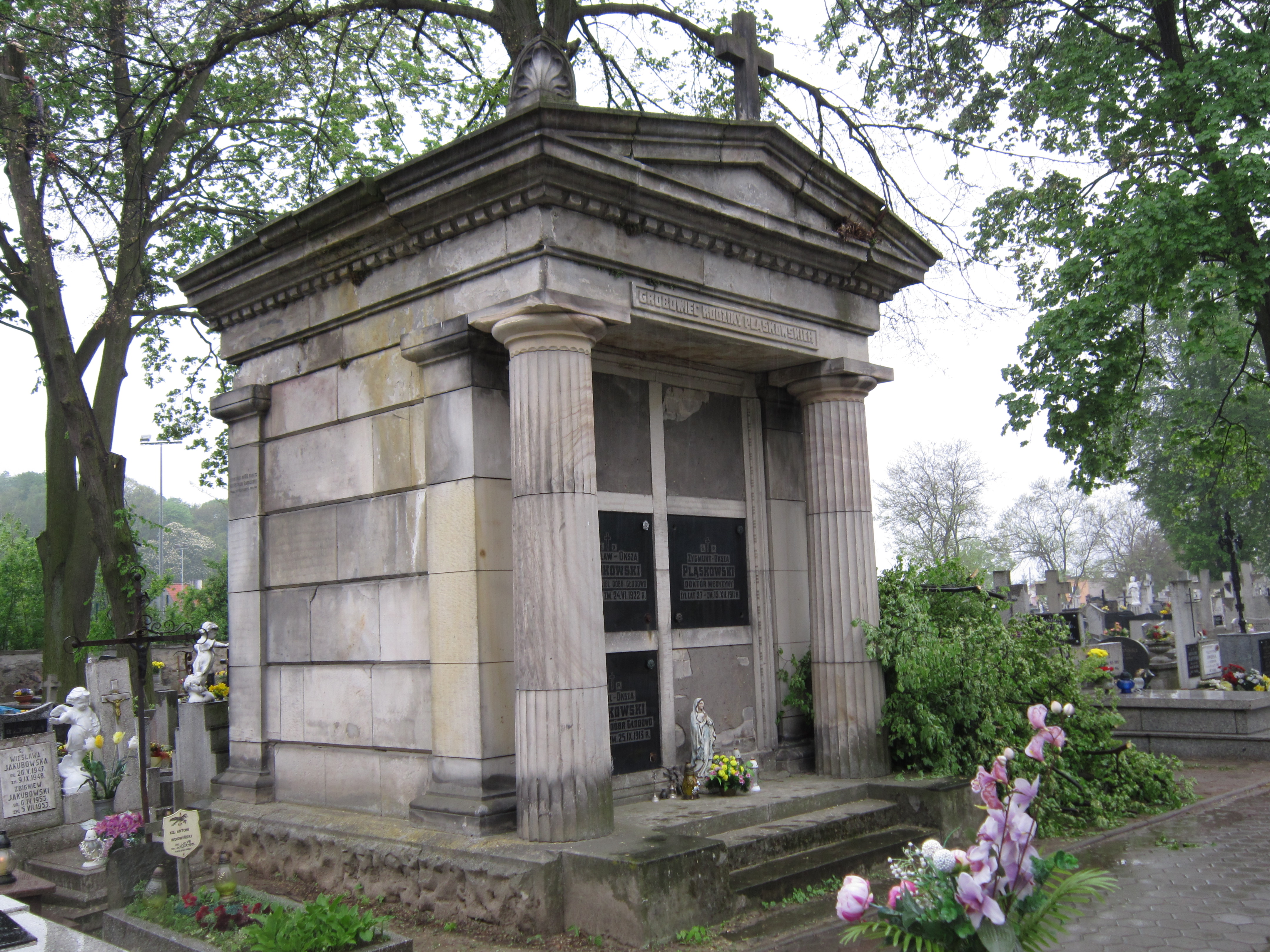
Grobowiec rodziny Pląskowskich na cmentarzu parafialnym w Lipnie